# Bright Lights & Back Alleys
Bright Lights & Back Alleys — студійний альбом англійської групи Smokie, який був випущений 27 вересня 1977 року.

## Композиції
1. It's Your Life - 3:30
2. I Can't Stay Here Tonight - 4:03
3. Sunshine Avenue - 3:06
4. Think of Me (The Lonely One) - 4:40
5. In the Heat of the Night - 4:44
6. Needles and Pins - 2:41
7. No One Could Ever Love You More - 2:26
8. The Dancer - 3:46
9. Baby It's You - 3:46
10. Walk Right Back - 5:25

## Склад
- Кріс Норман - вокал, гітара
- Алан Сілсон - гітара
- Террі Аттлі - басс-гітара
- Піт Спенсер - ударні